# Stéphane Artano
Pour les articles homonymes, voir Artano.
Stéphane Artano, né le 9 mars 1973, est un homme politique français.
Membre du parti politique saint-pierrais-et-miquelonnais Archipel demain, il est président du conseil territorial de Saint-Pierre-et-Miquelon de 2006 à 2017 et sénateur de 2017 à 2023.

## Biographie
Stéphane Artano est agréé près les tribunaux, chroniqueur judiciaire sur RFO, huissier de justice puis directeur commercial et fondé de pouvoir à la Banque de Saint-Pierre-et-Miquelon.
Il fait son entrée en politique lors des élections législatives de 2002 en tant que suppléant du député Gérard Grignon (apparenté UMP), élu dans la circonscription de Saint-Pierre-et-Miquelon pour le parti Archipel demain, dont il est élu président en septembre 2005.
Le 24 mars 2006, tête de la liste d'Archipel demain, il remporte les élections au conseil territorial de l'archipel avec 66,3 % des suffrages exprimés contre la liste du mouvement Cap sur l'avenir menée par Annick Girardin. Le 31 mars, il est élu président du conseil territorial.
À l'occasion du renouvellement du conseil territorial de 2012, la liste d'Archipel demain, qu'il conduit, l'emporte à nouveau avec 52,6 % des suffrages exprimés contre la liste d'union « Ensemble pour l'avenir » conduite par Annick Girardin. Le 30 mars 2012, il est réélu président du conseil territorial.
La liste qu'il conduit lors des élections territoriales de 2017 l'emporte dès le premier tour avec 70,2 % des suffrages exprimés. Le 31 mars, il est réélu président du conseil territorial.
Lors des élections sénatoriales de 2017 à Saint-Pierre-et-Miquelon, il est, à la surprise générale, élu sénateur, obtenant au second tour 47,4 % des voix contre 31,6 % pour la sénatrice sortante, ralliée à LREM, Karine Claireaux,.
En décembre 2020, il est élu président de la délégation sénatoriale aux outre-mer.
Stéphane Artano ne se représente pas aux élections sénatoriales de 2023 et annonce son intention de se retirer de la vie politique au terme de son mandat de sénateur.